# Clive Dunn
Clive Dunn est un acteur et chanteur britannique né le 9 janvier 1920 à Covent Garden, Londres (Royaume-Uni) et mort le 6 novembre 2012 à Faro (Portugal).

## Filmographie
- 1935 : Boys Will Be Boys de William Beaudine
- 1936 : Good morning, boys (en) de Marcel Varnel
- 1938 : Vivent les étudiants (A yank at Oxford) de Jack Conway
- 1949 : Le Dernier Voyage (The hasty heart) de Vincent Sherman
- 1949 : Boys in brown (en) de Montgomery Tully
- 1959 : Larry agent secret (en) (The treasure of Santa Teresa) d'Alvin Rakoff
- 1961 : What a whopper ! (en) de Gilbert Gunn
- 1962 : She'll Have to Go de Robert Asher
- 1962 : La Merveilleuse Anglaise (The fast lady) de Ken Annakin
- 1962 : La Souris sur la Lune (The mouse on the moon) de Richard Lester
- 1965 : You must be joking ! (en) de Michael Winner
- 1966 : Just Like a woman de Robert Fuest
- 1966 : The mini-affair (en) de Robert Amram
- 1967 : Thirty is a dangerous age, Cynthia de Joseph McGrath
- 1967 : Un amant dans le grenier (The bliss of Mrs. Blossom) de Joseph McGrath
- 1969 : La Châtelaine et ses truands (en) (Crooks and coronets) de Jim O'Connolly
- 1969 : The Magic Christian de Joseph McGrath
- 1971 : Dad's army (en) de Norman Cohen (en)
- 1980 : Le Complot diabolique du docteur Fu Manchu (The fiendish plot of Dr Fu Manchu) de Piers Haggard, Peter Sellers et Richard Quine